# Triple Moine
Triple Moine is een Belgisch bier.
Het bier wordt gebrouwen door Brasserie Du Bocq te Purnode.
Triple Moine is een blonde tripel met een alcoholpercentage van 7,3%. Het bier wordt gebrouwen sinds 1987. Anders dan de naam doet vermoeden (moine is Frans voor monnik) is het geen abdijbier.

## Etiketbieren
Triple Moine is het moederbier van Deugniet, dat dus slechts een etiketbier is, bestemd voor Vlaanderen en Nederland.

## Prijzen
- Australian International Beer Awards 2012 - Brons in de categorie Best Abbey Triple Packaged